# Zwartmaskeribis
De zwartmaskeribis of brilibis (Theristicus melanopis) is een vogel uit de familie van de ibissen en lepelaars.

## Kenmerken
De zwartmaskeribis heeft een grijze, omlaag gebogen snavel, een gele tot lichtbruine kop en hals en een rode iris. Verder hebben ze grijze vleugels, een witte borst en roze poten. Hij wordt 75 cm lang.

## Leefwijze
De zwartmaskeribissen voeden zich met insecten, spinnen, amfibieën, maar ook reptielen en kleine zoogdieren. Deze ibis eet ook kleine slangen en zelfs padden die giftig zijn.

## Voortplanting
Zwartmaskeribissen leven in kleine groepen of in paartje. Zwartmaskeribissen hebben een draagtijd van 26-28 dagen, daarna worden er 1-4 eieren gelegd.

## Verspreiding en leefgebied
Deze soort komt voor in Zuid-Amerika, waar ze nestelen langs waterkanten, op kliffen en in de buurt van bomen.

## Status
De grootte van de populatie is in 2014 geschat op 25.000 tot 100.000 vogels. Op de Rode lijst van de IUCN heeft deze soort de status niet bedreigd.